# بخش سن-پیر، رئونیون
بخش سن-پیر (به فرانسوی: Arrondissement de Saint-Pierre) یک بخش در فرانسه است که در رئونیون واقع شده‌است.